# Smrk (Úžice)
Smrk (německy Fichten) je malá vesnice, část obce Úžice v okrese Kutná Hora. Nachází se asi 2,5 kilometru severovýchodně od Úžice. Smrk leží v katastrálním území Smrk u Úžic o rozloze 5,11 km². V katastrálním území Smrk u Úžic leží i Františkov, Chrastná a Karlovice.

## Historie
První písemná zmínka o vesnici pochází z roku 1291.